# Чамджа
„Чамджа“ е поддържан резерват в Средна Стара планина, в землището на село Христо Даново, община Карлово, област Пловдив. Това е една от най-старите защитени територии в България.

## Статут
На 15 април 1949 г. с Постановление № ЗП 3675 на министъра на горите е обявен резерват „Чамджа“ с площ 5,0 ha. Целта е опазване на рядко естествено находище на черен бор в Стара планина.
През 1986 г. се обявява буферна зона около резерват „Чамджа“ (Заповед №535 на Комитета за опазване на природната среда). През 1999 г. резерватът е прекатегоризиран в поддържан резерват със същото име. През 2007 г. буферната зона на резервата е прекатегоризирана в защитена местност „Борсук кая“, като запазва обхвата, границите и режимите, определени в заповедта за обявяването ѝ. През 2013 г. извършените измервания на площта на поддържания резерват показват 668.292 дка. Цялата територия на поддържания резерват представлява защитена територия.
„Чамджа“ е близо до границата на Национален парк „Централен Балкан“ и от 2006 г. се стопанисва от Дирекцията на парка.

## Местоположение и релеф
Поддържаният резерват „Чамджа“ се намира в Златишко-Тетевенската планина (южния склон), която е част от Средна Стара планина. Намира се изцяло в землището на с. Христо Даново.
Разположен е във височинния интервал между 600 и 800 m н.в. По-точно минималната надморска височина е 550 m, а максималната е 775 m. Средната надморска височина е 641 m.
На територията на резервата няма постоянни водни течения. Намира се между долините на реките Белята (р. Дамлъ дере) и Каваклъ дере (р. Коджа дере). На юг от резервата двете реки се сливат под името Белята, ляв приток на р. Стряма. В суходолията му се формират и непостоянни водни течения през валежния период. Проявяват се денудационно-ерозионните процеси.
Въпреки сравнително малката си площ се отличава с голямо разнообразие от теренни форми, стръмни склонове с различно изложение, скални масиви и скални излази на повърхността под склопа на горите.

## Флора
Боровата гора в „Чамджа“ е със средна възраст около 100 години и представлява европейски значим хабитат. Има и гори от зимен дъб, както и смесени. Среща се и бял бор, цер, габър, акация, мъждрян.
Ендемичният елемент във флората се състои от 5 балкански ендемита – Anthemis macedonica, Scabiosa triniifolia, Chamaecytisus jankae, Hypericum umbellatum и Campanula lanata. Три вида са включени в Червения списък на висшите растения в България – Campanula lanata (VU), Jovibarba heuffelii (NT) и Minuartia saxifraga (LC). Един вид (Campanula lanata) е в Червена книга на България с категория „Застрашен“. 
Резерватът е еталон за сравнение на естественото развитие на екосистемите в него и съседните територии, в които има антропогенна намеса. Той е подходящо място за извършване на научни дейности.

## Фауна
Общият брой на видовете животни в поддържан резерват „Чамджа“ е 385, от които най-многобройни са безгръбначните - 268 вида. Общият брой на видовете с природозащитен статус е 143.